# کورزیونه

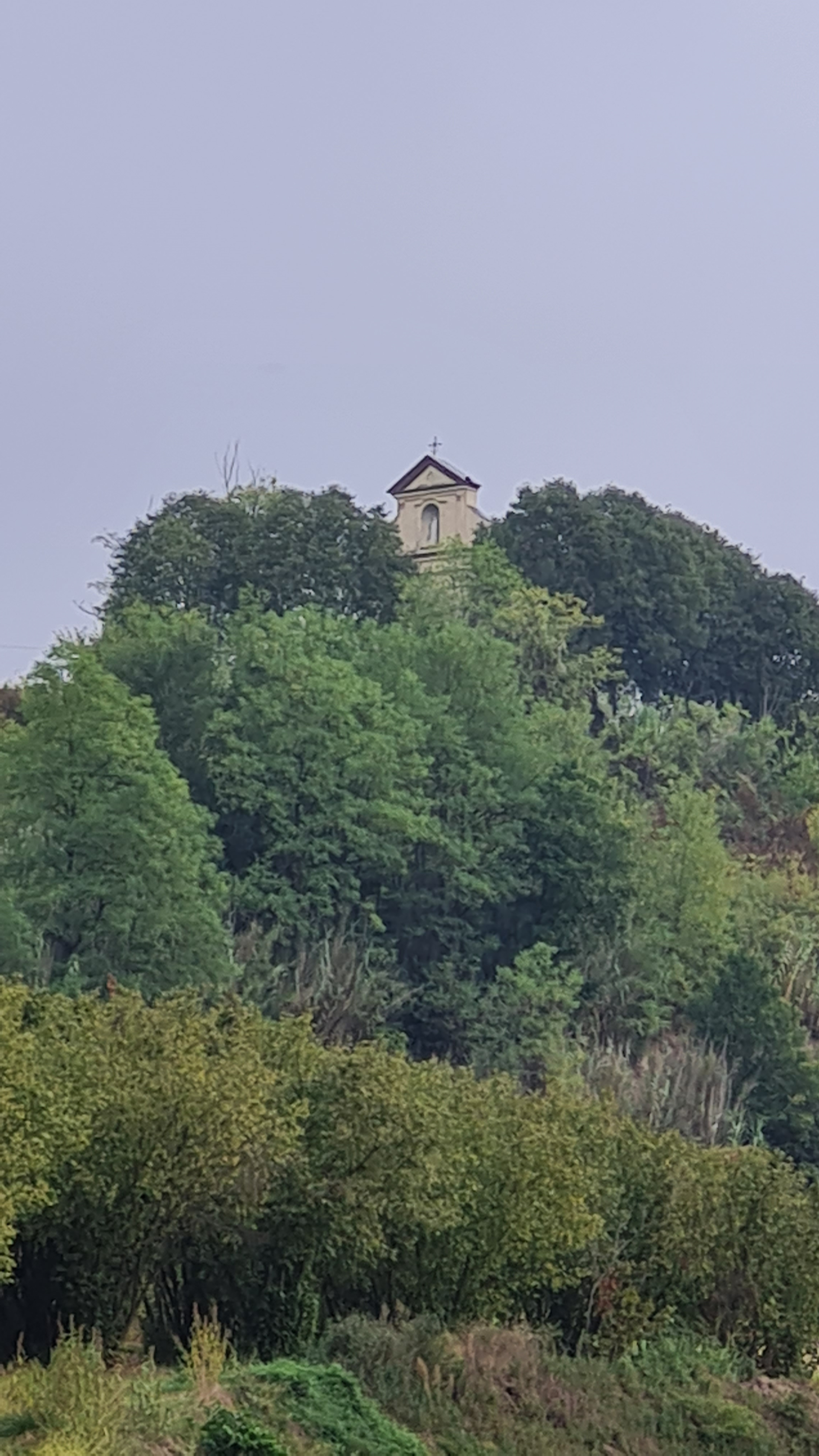
کورزیونه

کورزیونه (به ایتالیایی: Corsione) یک کومونه در ایتالیا است که در استان آسته واقع شده‌است.

## خصوصیات
کورزیونه ۵٫۲ کیلومترمربع مساحت و ۱۸۳ نفر جمعیت دارد.